# Sneboldjord
'Sneboldjord' teorien (Snowball Earth) er en kontroversiel hypotese der blev offentliggjort i 1971 af J. D. Roberts. Ifølge den var jordkloden i en del af Cryogenium (850 – 635 Ma) i Proterozoikum fuldstændigt dækket af is og sne, deraf navnet.

## Nedfrysning
Superkontinentet Rodinia blev 770 Ma opdelt i mindre kontinenter omkring ækvator. Landområder der tidligere var langt fra havet blev derefter forsynet med fugtighed fra havet. Forøget regn udvaskede CO2 fra atmosfæren, og den sure regn eroderede klipperne. Manglen på drivhusgasser fik den globale temperatur til at falde, og store havområder blev dækket af is ved polerne. Havis' albedo er væsentlig højere end isfrit havs, så den globale temperatur faldt yderligere. Lavere temperatur fik havisen til at brede sig, og temperaturen faldt yderligere. I løbet af tusind år blev hele Jorden dækket af is og sne.

## Maksimal nedisning
Den gennemsnitlige temperatur var på −50 °C, og havenes isdække var over en kilometer tykt. De fleste mikroorganismer uddøde, men nogle overlevede i nærheden af Black smokers og andre vulkanske kilder. Den kolde, tørre luft bidrog ikke til gletsjernes vækst, og store områder blev dækket af løss. Vulkanerne udsender konstant CO2 til atmosfæren, og da den manglende regn ikke udvaskede CO2, akkumuleredes drivhusgassen i atmosfæren. Den globale temperatur blev øget, og havisen smeltede.

## Optøning
I løbet af 10 millioner års normale vulkanske uddunstninger blev CO2-indholdet i atmosfæren forøget 1.000 gange (350 gange nutidsværdi). Drivhuseffekten fik is og sne til at smelte ved ækvator, men fugtigheden fra den smeltende is blev afsat på de højere breddegrader som gletsjere. Den faldende albedo fra de isfrie, tropiske havområder fik dog Jorden til at optage mere solenergi, og den globale temperatur accelererede. I løbet af århundreder blev den dybfrosne planet afløst af en varm og våd verden.

### Saunaplaneten
Den højere temperatur fordampede mere havvand og drivhusgasserne vanddamp og CO2 forøgede drivhuseffekten betragteligt. Overfladetemperaturen steg til 50 °C og øgede fordampningen yderligere. Atmosfæren blev overmættet med vanddamp så enorme nedbørsmængder blev udløst. Regnen udvaskede CO2 fra atmosfæren og den sure regn eroderede de klipper der tidligere var dækket (og svækket) af gletsjerne. Bikarbonater og andre ioner blev af gigantiske floder transporteret til havene. Da havvandet var undermættet med karbonater blev mægtige kalkstensformationer dannet. CO2 blev derved udtrukket af atmosfæren og drivhuseffekten blev reduceret til et normalt niveau. De overlevende mikroorganismer udviklede på kort tid en mangfoldighed af nye livsformer i bestræbelserne på at udfylde gamle nicher.

## Argumenter for 'Sneboldjord'-teorien
1. Palæomagnetisme indikerer at moræneaflejringer blev dannet på ækvator. Moræneaflejringer findes globalt fra Cryogenium og tyder på en 'sneboldjord'.
2. Båndede jernformationer der normalt forbindes med de fotosyntetiserende organismers "forurening" af omgivelserne med fri ilt fra Arkæikum dannes pludseligt i Cryogenium. Reduceret jern skulle uhindret kunne findes i de overdækkede verdenshave. Da fotosyntesen kom op i omdrejninger i de isfrie have blev jernet på kort tid oxideret til båndede jernformationer.[2] En anden tese er at kemosyntetiserende bakterier har oxideret jernet ved reduktion af andre stoffer i mørket.
3. Stor forekomst af Ice Rafted Debris (dropsten mm.) i sedimenterne tyder på mange isbjerge.
4. 12C-forarmning af sedimenterne svarer til en minimal mængde af liv – vitaleffekten fravælger normalt de tunge 13C-isotoper og beriger sig med 12C.

## Argumenter mod 'Sneboldjord'-teorien
1. Prækambrium har ret få aflejringer og moræneaflejringer er svære at datere. Nedisningerne kan have været mindre isolerede hændelser der grundet pladetektonikken har syntes at være globale i løbet af mange millioner af år.
2. I Oman er der fundet sammenhængende formationer dækkende 712 til 545 Ma, uden spor af gletsjeraktivitet. Oman lå i Cryogenium på 20° bredde.